# پاطرونا خلیل

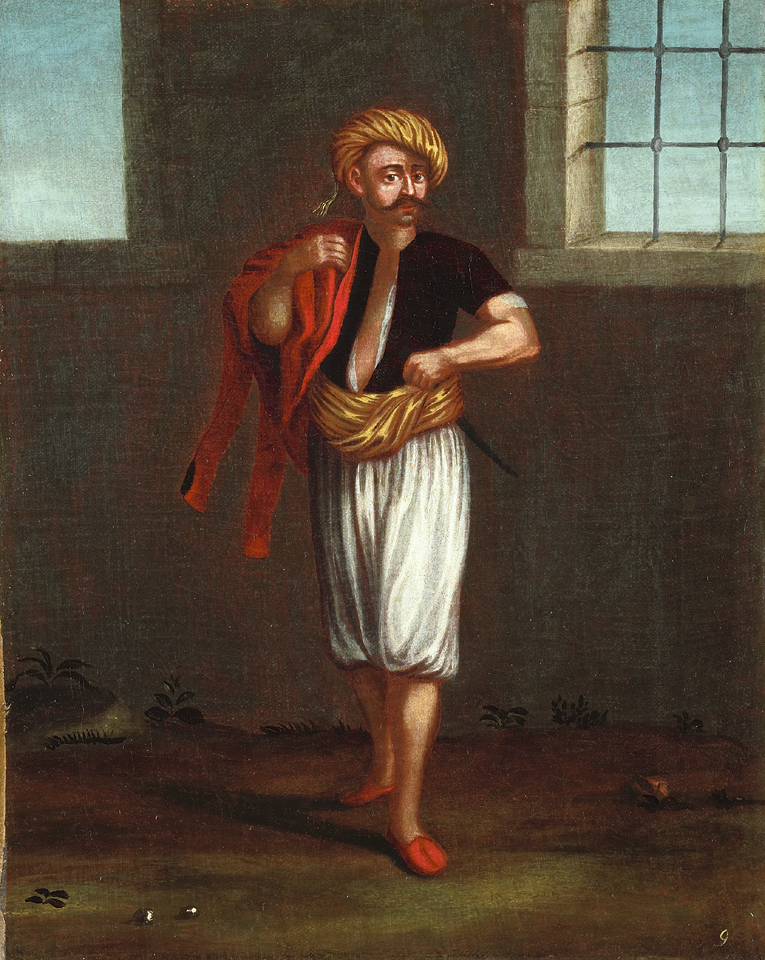
پرتره پاطرونا خلیل ساخته ژان بتیست ونمور

پاطرونا خلیل (به ترکی عثمانی: پاطرونا خلیل) (سال ۱۶۹۰–۲۵ نوامبر ۱۷۳۰) رهبر شورشی (آلبانی‌تبار) در سال ۱۷۳۰ در امپراتوری عثمانی در دوره سلطنت احمد سوم بود. پاترونا، پاثورنا، پاتورونا، باتورنا از پاترونا یا پادرونای ونیزی و به معنای کشتی حامل جانشین فرمانده ناوگان است. همچنین پاترونا رتبه ای در نیروی دریایی عثمانی بوده‌است. پاطرونا خلیل که شهرتش را مدیون خدمت در کشتی پاترونا در رده لوند (گارد محافظ بندرها و کشتیها) بود، به دلایل نامعلوم از نیروی دریایی به سپاه ینی چری انتقال یافت و تا ۱۷۳۰ در این سپاه خدمت کرد. پس از چندی به علت شرکت در یک شورش، ناگزیر از ترک خدمت و فرار به استانبول شد. در آنجا به هرکاری، از جمله کارگری حمام، دست زد. ظاهراً پاترونا همیشه از حمایت مقامات عالی‌رتبه برخوردار بود، زیرا باوجود اعمال خلاف و جرائمی که از او سر می‌زد همیشه می‌توانست به نحوی از مجازات بگریزد.

## شورش پاطرونا خلیل
در سال ۱۷۳۰ میلادی پاترونا توانست با بهره‌گیری از اوضاع نابسامان اقتصادی و تشدید نارضایتی عمومی و عواقب شکست عثمانیان در جنگ با نادرشاه افشار، رهبری شورش در استانبول را به عهده گیرد. وی به همراه هفده تن از ینی چریها از مسجد بایزید به سوی بازار حرکت کردند و پس از بستن بازار به خانه ینی چری آغاسی رفتند و آزادی زندانیان را خواستار شدند. در پی آن مردم نیز بتدریج بازارها را بستند و برخی از آنان به شورشیان پیوستند. شورش که از جانب علمای مخالف با ابراهیم پاشا داماد و صدراعظم سلطان، حمایت می‌شد روزبه روز گسترش یافت. شورشیان شهر را غارت کردند و خواستار عزل و اعدام صدراعظم داماد ابراهیم پاشای نوشهری و قاپودان پاشا شدند. سلطان احمد سوم که موقعیت خود را در خطر می‌دید تسلیم خواسته‌های شورشیان شد و دستور کشتن آن دو را داد و جنازه‌ها را به شورشیان تحویل داد. اما شورش نه تنها فروکش نکرد، بلکه این بار شورشیان کناره‌گیری سلطان احمد را از سلطنت خواستار شدند. سلطان با گرفتن امان نامه برای خود و فرزندانش از سلطنت کناره گرفت و محمود اول، برادرزاده اش، جانشین وی شد. این شورش موجب پایان عصر لاله در امپراتوری عثمانی شد و بدین ترتیب اولین دوره اصلاحات به سبک غربی در ترکیه با شکست به پایان رسید.

## مرگ
سلطان محمود با اعلام عفو عمومی توانست شورش را تا حدی فرونشاند، اما پاطرونا خلیل همچنان به قتل و غارت ادامه می‌داد. شورشیان در اکتبر ۱۷۳۰ کاخها و آثاری را که ابراهیم پاشا بنا نهاده بود به آتش کشیدند، به طوری که در سه روز ۱۲۰ کاخ و ساختمان را آتش زدند. سرانجام سلطان ناگزیر شد پاترونا و برخی از یارانش را در امور دولتی دخالت دهد و بدین ترتیب در ماه نوامبر شورش خاتمه یافت. اما سلطان که وجود پاترونا و یارانش را برنمی‌تافت، آنان را به بهانه مذاکره دربارهٔ جنگ با ایران به دربار فراخواند و دستور کشتن همگی را داد.